# 哈利法克斯轟炸機
哈利法克斯轟炸機（英語：Handley Page Halifax）是二戰期間英國皇家空軍的一種前線四引擎重型轟炸機。它是著名的蘭開斯特轟炸機同時代的產品。哈利法克斯轟炸機一直服役到二戰結束，除轟炸外，還執行其它任務。它同時服役於澳大利亞皇家空軍、加拿大皇家空軍、新西蘭皇家空軍、巴基斯坦皇家空軍和波蘭空軍的飛行中隊。

## 設計及研發

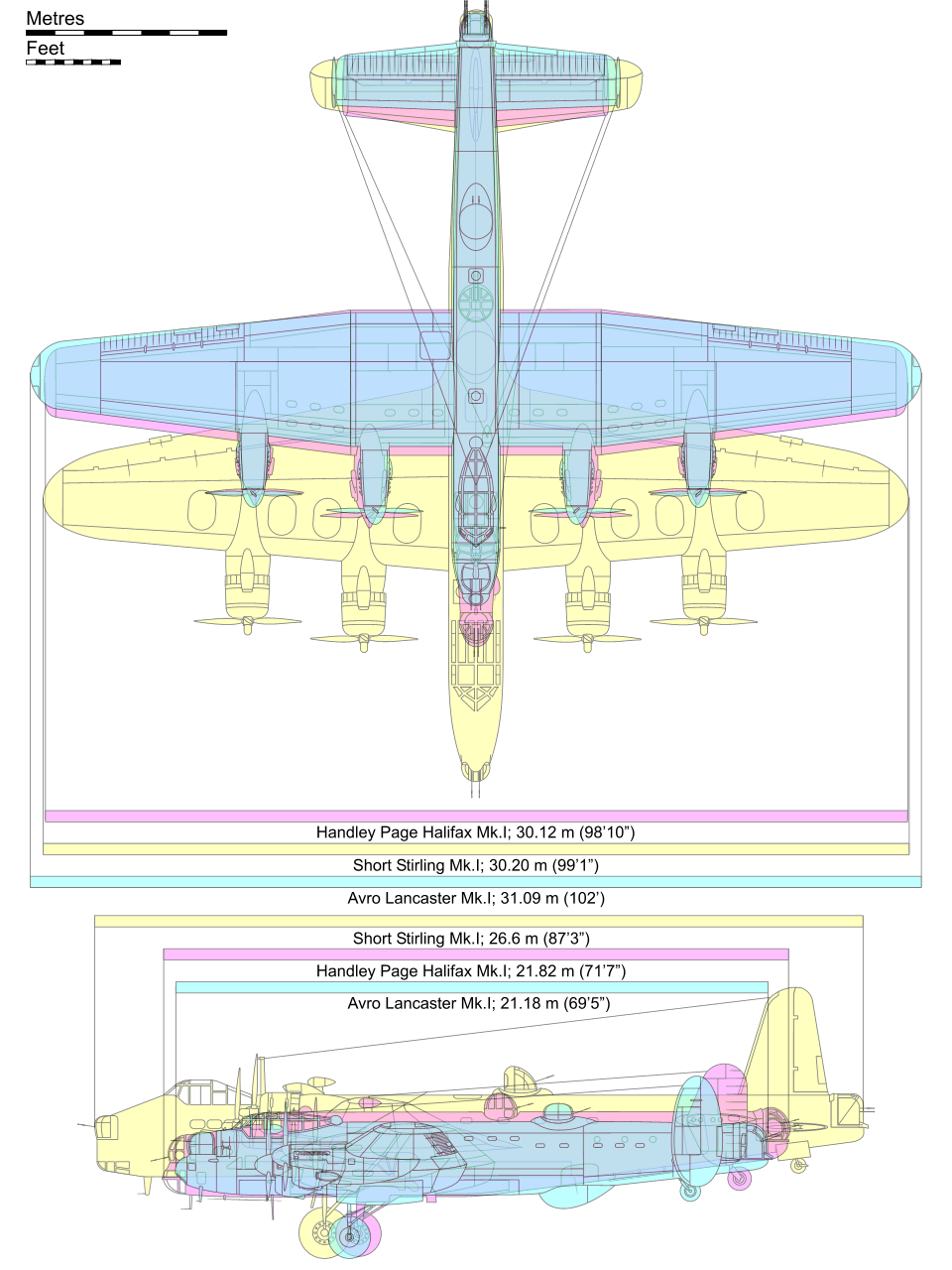
Halifax Mk I與它的同時代產品史特靈轟炸機與蘭開斯特轟炸機對比圖

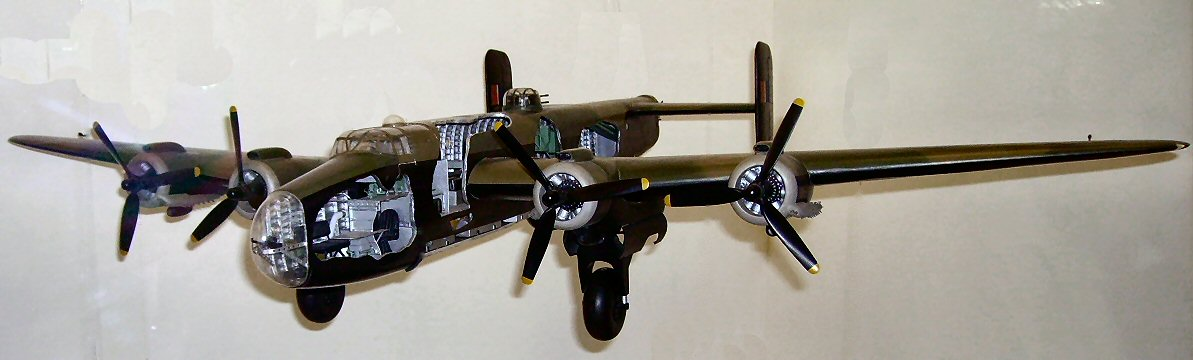
在倫敦科學博物館裡的哈利法克斯轟炸機剖面模型

亨德里·佩奇公司為滿足英國空軍部（Air Ministry）的技術規範（Specification P.13/36）的要求，設計了H.P.56，它是雙引擎中型轟炸機，可在“世界范圍內使用”。其它符合這一技術規範的候選機型包括曼徹斯特轟炸機（Avro 679，由費爾雷公司、博爾頓·保爾公司、肖特公司設計）所有這些飛機都使用了兩個引擎，如羅爾斯·羅伊斯秃鹰液冷式发动机、Napier Sabre、費爾雷的P.24或者Bristol Hercules。對英國轟炸機設計師而言一個安裝四個引擎的機翼是一個全新的概念。而此時，P.13/36技術規範由於必須先生產更多的惠特利式重型轟炸機與Vickers Wellington轟炸機而延誤。
由於Avro 679和HP.56設計圖預計是在1937年中才能完成，而且Avro的設計是空軍部的優先選擇，當亨德利·佩吉要求重新將HP.56設計成四引擎時，禿鷹發動機出現了技術問題。Avro的曼徹斯特轟炸機因此也被延误。HP.56重新設計時將翼展從88英尺增加到了99英尺，并增加到13000磅的載重量，修改的結果最終定型為H.P.57，根據重型轟炸機使用主要城鎮名為名的傳統，它得名為“哈利法克斯”。哈利法克斯轟炸機按原設計放大同時裝備4台1280hp的羅爾斯·羅伊斯梅林X發動機。在它才剛完成設計圖紙還未有一架原型機實現試飛時，皇家空軍就已經承諾先簽訂了100架Mk I型。哈利法克斯轟炸機於1939年9月24日在皇家空軍百塞斯特機場完成了它的處女航，也就是英國向德國宣戰後21天。
哈利法克斯隨後在英國電氣公司位於兰开夏郡萨默斯伯里的工廠進行生產，在二戰期間該工廠共生產了超過2000架的轟炸機。
Mk I型擁有一個22英尺（6.7米）長的炸彈盤艙以及在機翼裡的六個炸彈室（bomb cell），使它能夠攜帶重達13,000磅（5,900公斤）的炸彈。防衛武器由安在Boulton Paul C型機首炮塔裡的2挺和Boulton Paul E型機尾炮塔內的四挺.303英吋（7.7 mm）的Browning machine guns和在正橫位上的兩挺.303 in（7.7 mm）Vickers K machine gun組成。梅林發動機驅動羅托爾（Rotol）公司製造的木制恆速螺旋槳。Mk I型中有一些細微的差別，第一批（50架）的哈利法克斯Mk I被定型為Mk I Series I。
緊接著的25架Mk I Series II在載彈量不變（還是50000磅）的情況下，增加了總重量（從58,000 lb/26,310 kg增加到60,000 lb/27,220 kg）。Mk I Series III增加了油箱容量（增加到1,882 gal/8,556 L）。為使用梅林XX引擎而使用更大的油冷卻器，同時一個雙槍Boulton Paul C型炮塔被安裝在機身頂部代替了原來正橫位上的機炮。

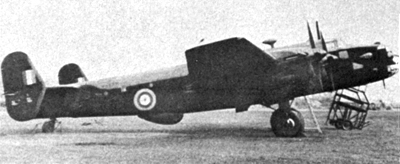
正在測試中的Halifax B Mk II Srs I, V9977，該機首次安裝了H2S radar，它使用了早期的三角尾翼，這架飛機不久後於1942年6月墜毀，造成了幾個雷達技術人員的死亡。

裝備了1390hp的Merlin XX引擎以及用裝有兩挺.303英吋（7.7 mm）機背炮塔代替腰部機炮就形成了B Mk II Series I的哈利法克斯轟炸機，Mk II Series I (Special)通過移除機頭及機背部的炮塔而達到提升機動能力的目的。Mk II Series IA裝有一個鑄模有機玻璃機鼻（這成為後來的哈利法克斯轟炸機衍生型的標準配置），一個裝有四挺機炮的Defiant型機背炮塔，梅林22型引擎和更大的垂直尾部安定面（解决了早期型号的由于鳍失速造成的垂直舵难以控制的问题）。Halifax II型分别由英国电气公司与罕德列·貝吉各制造了200架、100架。
由於梅西爾起落架及液壓系統的短缺，生產廠商改用了一些Dowty生產的起落架，由於這些起落架与梅西尔設備不能配套，因此對飛機進行了重新設計。裝備了Dowty起落架的Mark II型被稱為Mark V。由於在Dowty起落架上使用鑄件代替了鍛件，這加快了生產速度，但它也同樣減少了起飛重量至40000磅。Mark V型由Rootes Group在Speke、Stockport的Fairey兩地制造，基本上被Coastal Command用於訓練，到1944年初Mark V型停止生產時，它大約生產了904架，而Mk II型生產了1966架。
哈利法克斯轟炸機中生產數量最多的衍生型是B Mk III，它生產了大約2,091架，第一架於1943年服役，它安裝了有機玻璃機鼻以及從Mk II Series IA發展而來的尾部，同時使用更強勁動力的1650馬力Bristol Hercules XVI星型發動機替換了梅林發動機，其它的修改還包括使用了德哈維蘭液压自动螺旋桨、圓形翼尖。Mk IV型是未投入生產的設計型，使用了渦輪增壓器的大力神動力（Hercules powerplant）。哈利法克斯轟炸機的最後衍生型是B Mk VI，使用了動力為1800馬力的Hercules 100發動機，最終的轟炸機版本Mk VII型使用了馬力更小一點的Hercules XVI發動機，但是這些衍生型生產較小的數量。
現存的衍生型是C Mk VIII，它是非武裝運輸型（8,000 lb/3,630公斤）貨艙代替了原來的炸彈倉，可運載11名旅客。)以及Mk A IX 傘兵運輸機（可運送16名傘兵及裝備）。一個載人/貨版本的哈利法克斯也有生產，取名為亨德里·佩奇。

## 生產
哈利法克斯轟炸機總共生產了6176架，最後一架於1946年11月交付使用。除了Handley Page公司以外，英國電氣公司、Fairey Aviation、Rootes Motors（Rootes Securities Ltd.）和London Aircraft Production Group都參加了生產，在生產高峰期，每小時就有一架哈利法克斯轟炸機出廠。

## 服役
哈利法克斯轟炸機原先是計劃用來轟炸俄羅斯的高加索油田，這次襲擊是從敘利亞和黎巴嫩的領土起飛。但是當哈利法克斯轟炸機首先於1940年11月服役於烏茲河畔林頓基地的英國空軍第35中隊時，敘利亞和黎巴嫩都已落入維希法國手中，因此它的第一次出擊行動變成了1941年3月11-12日的轟炸勒阿弗尔。
在英國皇家空軍轟炸機司令部的指揮下，哈利法克斯轟炸機飛行了82,773架次，投下了224,207美噸（203,397公噸）的炸彈，損失了1,833架飛機。除了轟炸任務，哈利法克斯還做為滑翔機拖機、第100聯隊的電子戰飛機，也參加了一些特別行動，如空投間諜和武器到被佔領的歐洲。哈利法克斯同樣也在英國皇家空軍海防司令部的指揮下用於反潛戰偵察和氣象。
戰後，哈利法克斯繼續服役於英空軍海防司令部、運輸司令部和法國空軍直到1952年，巴基斯坦空軍從英國皇家空軍繼承了一些型號的飛機，一直使用到1961年。
一些前英國皇家空軍哈利法克斯C8s從1945年起就被賣掉，在一些主要英國航線上充當客機。1948年，空運市場萎縮，但是41架民用型飛機用於柏林空運行動，它們一共飛了4,653架次，其中3,509架次運送大批的柴油。9架飛機在空運中失事，當這些民用型飛機回到英格蘭後，大部分都報廢了。

## 衍生型

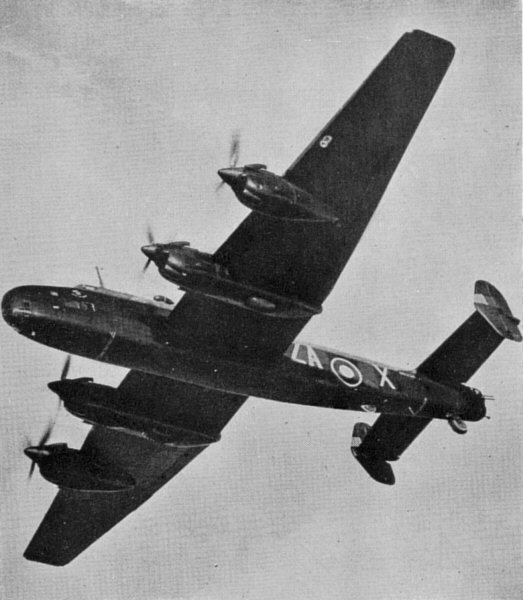
屬於英國皇家空軍第10中隊（No. 10 Squadron RAF）的Halifax B.II Series I（特殊任務型）（機身序列號為W1057, ZA-X），它有著流線型的機鼻。在1942年4月到5月間，這架飛機在靠近挪威特隆赫姆的Fættenfjord參加了一些針對德國提尔皮茨号战列舰的攻擊行動

### 早于Halifax的設計
H.P.55
計劃的雙引擎轟炸機，未製造。
H.P.56
計劃的雙引擎轟炸機，安裝兩台勞斯萊斯禿鷹引擎，未製造。

### H.P.57
H.P.57
第一架哈利法克斯原型機
Halifax Mk. I
第二架哈利法克斯原型機
Halifax B.I Series I
第一種生產型版本，四引擎長程重型轟炸機，裝備有雙機炮的機頭炮塔、四機炮的機尾炮塔以及兩支機身炮。
Halifax B.I Series II
加強了在高載重量情況下的行動。
Halifax B.I Series III
改用Merlin XX引擎，使用新的上部炮塔替換了側橫梁部的機炮，同時修改了起落架和附加的中部油箱。

### H.P.58
Halifax Mk II
計劃使用20mm機炮修改原武器裝備同時取消尾部炮塔，由於新武器出現問題，計劃被取消，MK II這一型號被分配給H.P.59。

### H.P.59
Halifax Mk II
新的衍生型增加了起飛重量、油量和武器掛架。
Halifax B.II Series I
轟炸機衍生型的第一系列，從1942年3月以後加裝TR1335導航輔助系統。
Hailfax B.II Series I (Special), SOE
為特別行動執行者（Special Operations Executive，SOE）設計的特別版本，專門使用於向歐洲空投裝備，移走了機鼻和機背機炮，機鼻改為流線型，同樣改變了燃料去管和排氣管護罩。
Hailfax B.II Series I (Special)
與SOE版本基本相同，但是充當了轟炸機角色，這型飛機上外觀上有更多的不同，特別是涉及到機背上的裝備，有的保留了標準的Boulton Paul "C型"炮塔，而有些則裝上了"A型"炮塔，而有些與SOE飛機一致，完全沒有機背炮塔。
Halifax B.II Series IA
使用了新的鑲玻璃的機鼻部件，新的散熱器和新的D型垂直尾翼和方向舵。機背炮塔改為4門機炮的Boulton Paul A型Mk VIII，同時還提升了炸彈倉門封性能，一些飛機還裝備了H2S radar。
Halifax B.II Series I, Freighter
很少的一些Mk II型在英國（未修改的SOE飛機）和中東（簡單修改使其能夠裝下引擎或Spitfire的機身）做為運輸機使用。
Halifax B.II Series II
僅有一架（機身序列號為HR756），使用3葉Rotol螺旋槳及梅林22引擎。因為Mk III的出現而被放棄。
Halifax A.II
按照一些訊息來源，少量的運輸型哈利法克斯被轉為B.II型，如果這是真的，型號可能定為A.II，或者它們有可能保有它們的轟炸機型號。
Halifax GR.II
Halifax B.II的英國空軍海防司令部衍生型。
Halifax GR.II Series I
很少的一些Series I或Special型轉為GR.II標準。他們有著不同的背部裝備。主要的不同有：在H2S型整流罩裡安裝ASV.Mk 3型雷達。有時會在流線型機鼻處安裝一挺50 in（12.7 mm）機炮。
Halifax GR.II Series IA
GR.II的最終的海防司令部衍生型，使用了安有.50 in（12.7 mm）機炮的鑲玻璃機鼻，梅林XX或22引擎，B-P A型機背炮塔和機身內的附加長程燃料箱。在很多飛機上安有一個裝有一挺.50 in（12.7 mm）機炮的機腹炮塔，當然也有一些在這個地方安裝了ASV.Mk 3雷達。
Halifax Met. II
一些消息來源提到B.II還有氣象用途的衍生型，型號是Met. II，但這不太可能。

### H.P.61
Halifax B.III
主要生產衍生型，使用Bristol Hercules引擎。B.III型轟炸機配備了透明機鼻殼和一挺機炮，安有4挺機炮的Boulton Paul機背炮塔和安有4挺機炮的機尾炮塔，一些B.III還擴展了圓型翼尖。
Halifax A.III
Halifax B.III型轟炸機轉為滑翔機牽引機和傘兵運輸機使用。
Halifax C.III
Halifax B.III型轟炸機轉為軍用運輸機使用。

### H.P.63
Halifax B.V
四引擎長程重型轟炸機，使用4台Rolls-Royce Merlin XX引擎，有著方型尾翼和翼尖，武器裝備與B.III相同。
Halifax B.V Series I (Special)
Halifax A.V
Halifax B.V型轟炸機轉為滑翔機牽引機和傘兵運輸機使用。
Halifax GR.V
海岸司令部衍生型。Halifax B.V型轟炸機轉為海上偵察機使用。
Halifax B.VI
四引擎長程重型轟炸機，使用四台1,615 hp（1,204 kW）的Bristol Hercules XVI星型發動機，帶有H2S radar。無機背炮塔，方形尾翼，圓型翼尖。
Halifax C.VI
Halifax B.VI型轟炸機轉為軍事運輸機使用。
Halifax GR.VI
海岸司令部衍生型。Halifax B.VI型轟炸機轉為海上偵察機使用。
Halifax B.VII
四引擎長程重型轟炸機，使用四台1,615 hp（1,204 kW）的Bristol Hercules XVI星型發動機，圓型翼尖。武器裝備與B.III型相同。
Halifax A.VII
Halifax B.VII型轉為傘兵運輸機和滑翔機牽引機使用。
Halifax C.VII
Halifax B.VII型轟炸機轉為軍用運輸機使用。

### H.P.70
Halifax C.VIII
貨物與旅客運輸機。

### H.P.71
Halifax A.IX
傘兵運輸機、滑翔機牽引機。

### H.P.70 Halton
Halton I
過渡的民航運輸版本；戰後一些哈利法克斯轟炸機轉作民用運輸機。
Halton II
做為印度巴羅達土邦（Baroda）君主（Maharajah Gaekwar）的VIP運輸機。

## 使用國

### 軍用型使用國
- 皇家澳大利亞空軍

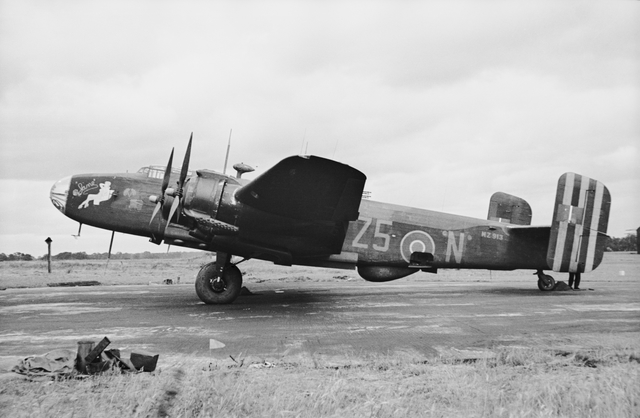
An Australian Halifax at RAF Foulsham in 1945

  - No. 460 Squadron RAAF
  - No. 462 Squadron RAAF
  - No. 466 Squadron RAAF

 加拿大
- 皇家加拿大空軍

 埃及
- Royal Egyptian Air Force

 法國
- 法國空軍
  - 第346中隊
  - 第347中隊

 新西兰
- 皇家新西蘭空軍（Royal New Zealand Air Force）

 巴基斯坦
- 巴基斯坦空軍
  - No. 12 Squadron PAF

 波蘭
- 流亡到英國的波蘭空軍
  - No. 301 Polish Bomber Squadron "Ziemi Pomorskiej"
  - Flight "C" of No. 138 Squadron RAF
  - No. 301 Polish Special Duty Flight
  - No. 1586 Polish Special Duty Flight
  - No. 304 Polish Bomber Squadron

 英国
- 英國皇家空軍

- - 第10中隊
  - 第35中隊（英语：No. 35 Squadron RAF）
  - 第47中隊（英语：No. 47 Squadron RAF）
  - 第51中隊（英语：No. 51 Squadron RAF）
  - 第58中隊
  - 第76中隊（英语：No. 76 Squadron RAF）
  - 第77中隊（英语：No. 77 Squadron RAF）
  - 第78中隊
  - 第96中隊（英语：No. 96 Squadron RAF）
  - 第102中隊（英语：No. 102 Squadron RAF）
  - 第103中隊（英语：No. 103 Squadron RAF）
  - 第108中隊
  - 第113中隊（英语：No. 113 Squadron RAF）
  - 第138中隊
  - 第148中隊
  - 第158中隊
  - 第161中隊（英语：No. 161 Squadron RAF）
  - 第171中隊（英语：No. 171 Squadron RAF）
  - 第178中隊
  - 第187中隊（英语：No. 187 Squadron RAF）
  - 第190中隊
  - 第192中隊（英语：No. 192 Squadron RAF）
  - 第199中隊（英语：No. 199 Squadron RAF）
  - 第202中隊（英语：No. 202 Squadron RAF）
  - 第224中隊（英语：No. 224 Squadron RAF）
  - 第246中隊（英语：No. 246 Squadron RAF）
  - 第295中隊（英语：No. 295 Squadron RAF）
  - 第296中隊（英语：No. 296 Squadron RAF）
  - 第297中隊（英语：No. 297 Squadron RAF）
  - 第298中隊
  - 第502中隊（英语：No. 502 Squadron RAF）
  - 第517中隊（英语：No. 517 Squadron RAF）
  - 第518中隊
  - 第519中隊（英语：No. 519 Squadron RAF）
  - 第520中隊
  - 第521中隊（英语：No. 521 Squadron RAF）
  - 第546中隊（英语：No. 546 Squadron RAF）
  - 第547中隊（英语：No. 547 Squadron RAF）
  - 第578中隊
  - 第614中隊（英语：No. 614 Squadron RAF）
  - 第620中隊
  - 第624中隊（英语：No. 624 Squadron RAF）
  - 第640中隊
  - 第644中隊（英语：No. 644 Squadron RAF）

### 民用型使用國
- Aircarrier（Former Wikner aircraft）
- Geoffrey Wikner（B3 converted with a 15-passenger interior）

 法國
- Aero Cargo
- CTAI
- Societe Anonyme de Navigation Aeriennes

 挪威
- Peteair
- Vingtor Airways

 巴基斯坦
- Pakistan Airways

 南非
- Alpha Airways
- LAMS (South Africa)

 瑞士
- Air Globe

 英国
- Air Freight
- Airtech
- Bond Air Services
- British American Air Services
- British Overseas Airways Corporation
- Chartair
- C.L. Air Surveys
- Eagle Aviation
- Lancashire Aircraft Corporation
- London Aero and Motor Services (LAMS)
- Payloads
- Skyflight
- Union Air Services
- Westminster Airways（converted as a bulk fuel carrier for Berlin Airlift）
- World Air Freight

### Halton使用國
India
- Maharajah Gaekwar of Baroda

 法國
- Louis Breguet

 南非
- Alpha Airways

 英国
- Bond Air Services
- British American Air Services
- British Overseas Airways Corporation
- Westminster Airways
- Worldair Carrier

## 尚存機

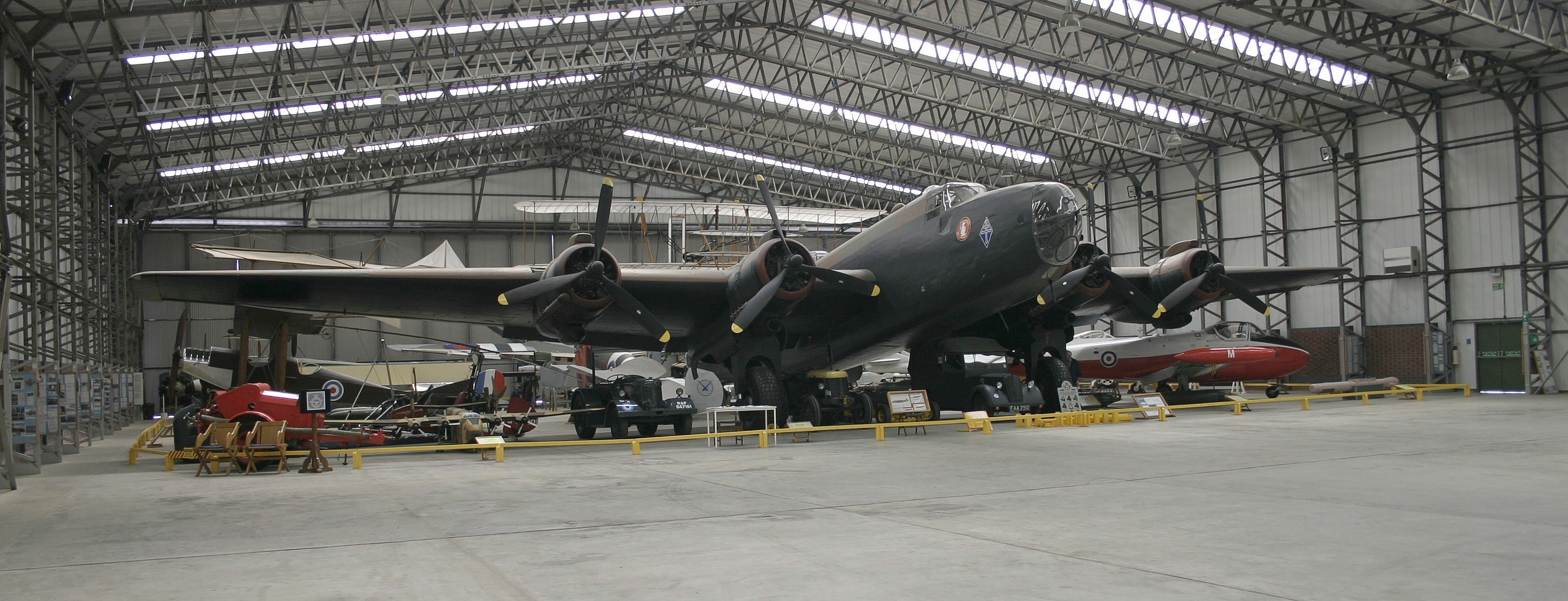
約克郡航空博物館展出的Halifax Mk II (III) LV907

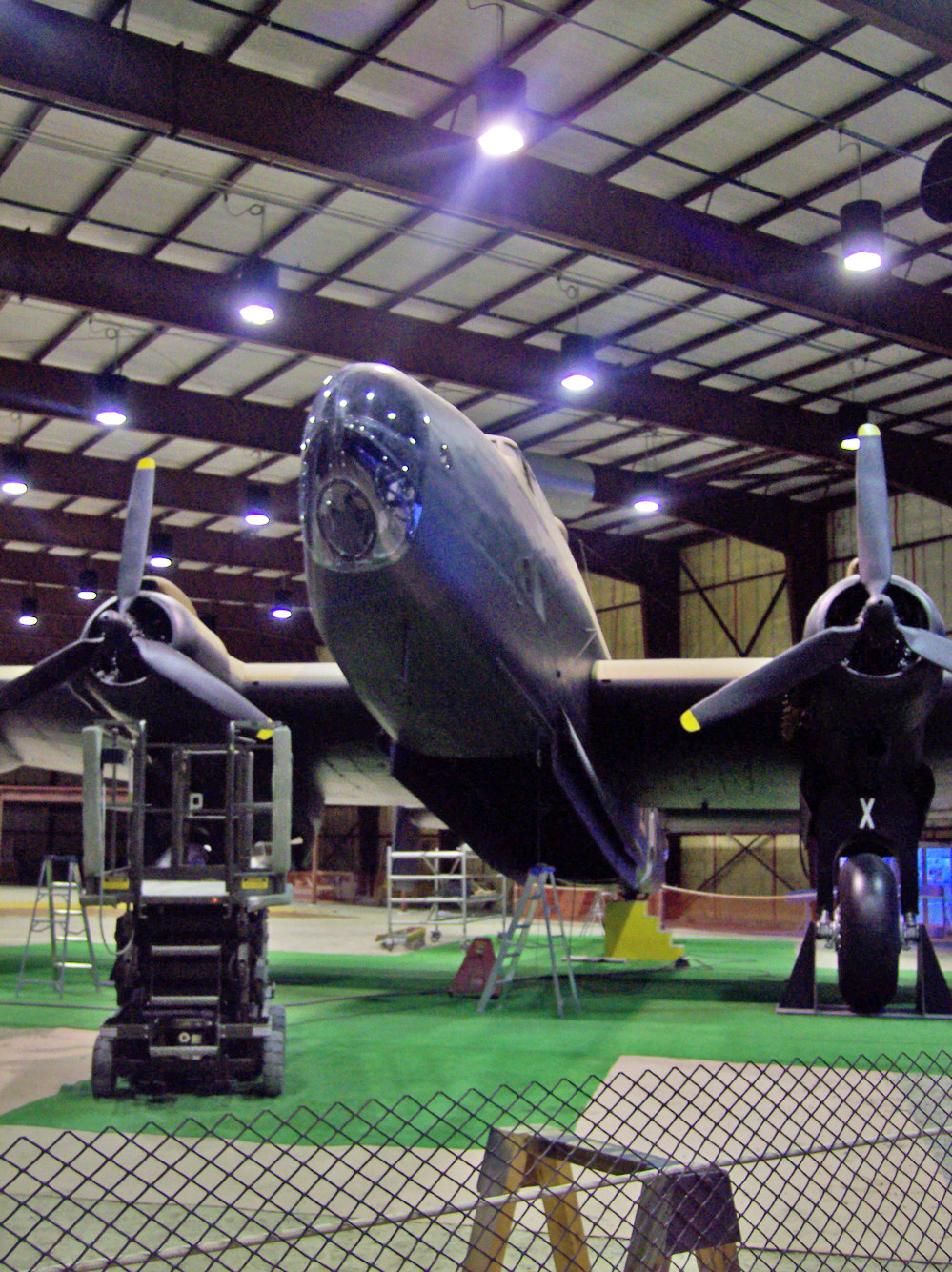
加拿大皇家空軍博物館展出的Halifax Mk VII NA337

目前世上僅存一架完整的哈利法克斯轟炸機，它現存於約克郡航空博物館（Yorkshire Air Museum），該博物館前身是二戰的英國皇家空軍基地RAF Elvington，這架飛機是一架哈利法克斯II型（機號HR792）的機身和其它飛機上的配件拼起來的。但它被噴塗成機號為LV907的法國空軍347中隊（吉耶纳）的飛機，在機身左邊噴了“Friday the 13th”（13號星期五），右邊噴了“N - Novembre”（RAF Elvington皇家空軍基地是英國皇家空軍轟炸機司令部下屬的僅有的兩個法國重型轟炸機中隊主基地）。
另一架完全修復的哈利法克斯轟炸機是屬於英國皇家空軍第644中隊（位於Tarrant Rushton），機身序列號為NA337，是一架運輸/特殊任務型，它是1995年從挪威的Mjøsa湖底取回的，它是1945年4月被擊落的。它被帶回加拿大並於2005年修復完成。NA337是由利物浦的Rootes Motors公司製造的哈利法克斯A Mk VII特殊任務型。它存放在加拿大皇家空軍紀念博物館（RCAF Memorial Museum），該館位於安大略省的CFB Trenton，靠近金斯頓（Kingston, Ontario）。
第三架哈利法克斯轟炸機是一架Mk II型的，機身序列號為W 1048。1942年4月27日夜到28日凌晨，這架飛機參加了對德國提尔皮茨号战列舰的襲擊行動，這也是它的第一次服役飛行。在投下了4個1000磅水雷後它被防空火力擊中，飛行員成功的在霍克林根湖冰凍的湖面上進行了機腹迫降（Belly landing），所有機組成員除了機械師以外，在挪威秘密抵抗運動（Norwegian resistance movement）的幫助下撤到了瑞典。機械師由於摔斷了腳踝而掉隊被捕，並被關押，幾個小時之後，飛機就壓破冰層沉入了27米深的湖底。
1973年夏天，在一組來自於英國皇家空軍以及挪威潛水俱樂部的潛水員的幫助，它又自湖底重見天日。並由英國陸軍的坦克登陸艇運回英國，現在它以“修復之時”的狀態在倫敦的皇家空軍博物館的轟炸機司令部主題上展出。
2006年11月26日，來自於波蘭華沙起義博物館（Warsaw Uprising Museum）的考古學家，在波蘭南部Dąbrowa Tarnowska城附近發掘出另一架哈利法克斯轟炸機（機身序列號為JP276 "A"）的殘骸，這架飛機是來自於英國皇家空軍第148中隊（No. 148 Squadron RAF），它在1944年8月4日到5日夜間，華沙起義期間執行“空投行動”（air-drop-action）返航時被擊落的。
1945年8月，在一次全天候巡邏中，一架老化的哈利法克斯轟炸機（機身序列號LW170）突然開始燃油洩漏，在試圖返回基地的途中，被迫在蘇格蘭西部的赫布里底群島附近水上迫降。目前有一個項目已經在進行中，其公開目的就是要找到並修復它，並最終展示在加拿大艾伯塔省南頓的南頓蘭開斯特協會航空博物館（Nanton Lancaster Society Air Museum）。

## 規格參數（Mk III）

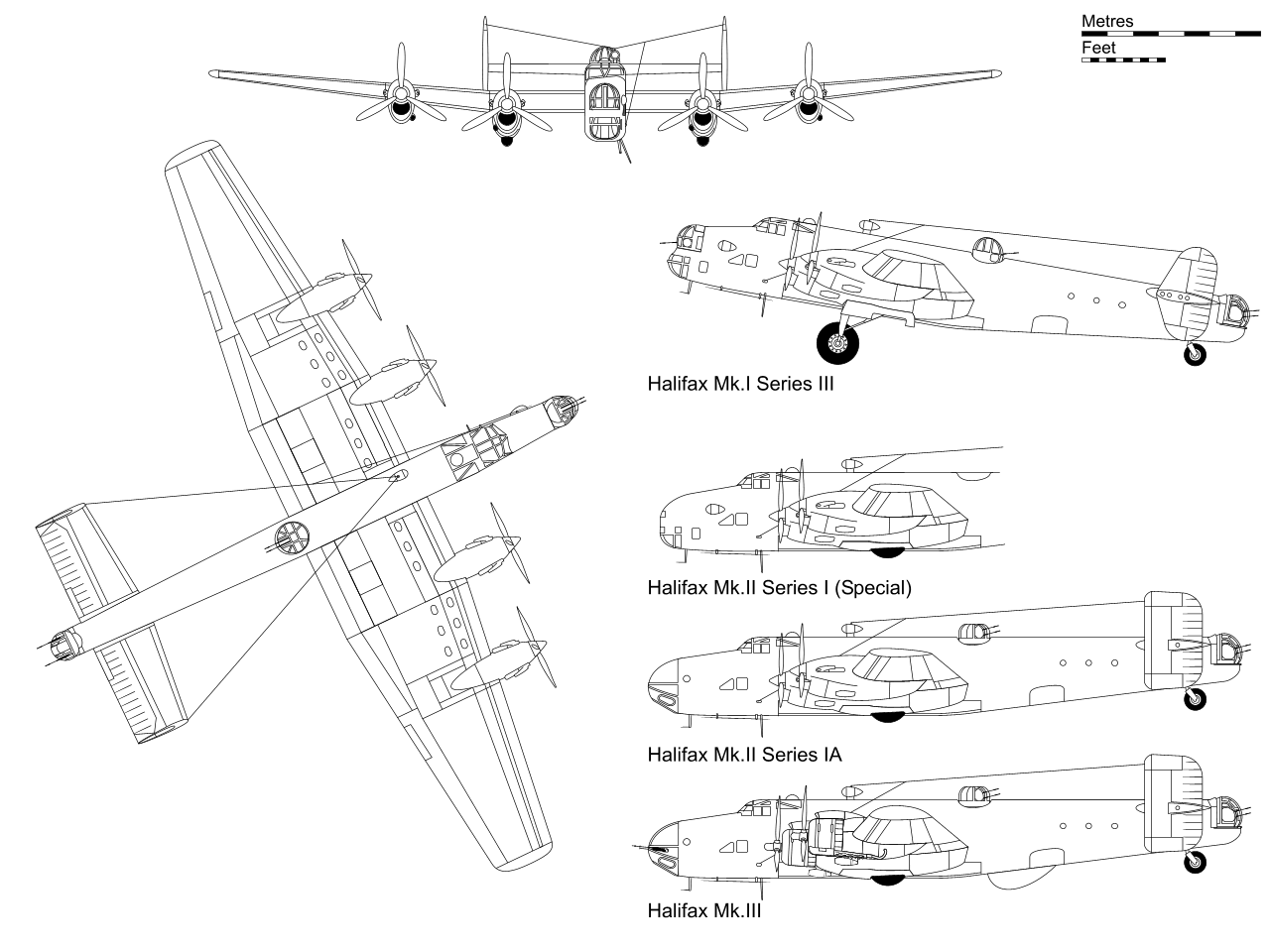
哈利法克斯的Mark I Series III的3視投影圖，以及其它重要的衍生型的細節比較。

参考资料：
基本信息
- 机组：7

性能
武器

- 機槍：8×.303 in（7.7 mm）Browning machine guns（4 in dorsal turret, 4 in tail turret）, 1×.303 in（7.7 mm）Vickers K machine gun in nose
- 炸彈：13,000 lb（5,897 kg）of bombs

## 外部連結
- Handley Page Halifax（页面存档备份，存于）
- British Aircraft Directory entry
- Halifax Bomber Crews and Their Experiences（页面存档备份，存于）
- One of the Many（页面存档备份，存于） The story of a 76 Squadron Flight Engineer and his Halifax aircraft in WW2
- The Story of Halifax NA337（页面存档备份，存于）
- The Handley Page Halifax website
- To Hell in a Halifax, by Herbert Krentz（页面存档备份，存于） The true story of RCAF pilot Herbert Krentz, the sole survivor when his Halifax Mk V was shot down over Germany in early 1944.